# The Witcher: Sirens of the Deep
The Witcher: Sirens of the Deep är en  amerikansk animerad dramafilm som hade premiär den 11 februari 2025 på strömningstjänsten Netflix. Filmen är regisserad av Kang Hei Chul, efter ett manus skrivet av Rae Benjamin, Mike Ostrowski och baserad på en roman skriven av Andrzej Sapkowski.

## Handling
Filmen kretsar kring häxkarlen Geralt som ska utreda en serie med attacker mot en kuststad. Han upptäcker i samband med detta en hundraårig konflikt mellan människorna på platsen och de som bor i havet.

## Röstskådespelare (i urval)
- Doug Cockle – Geralt of Rivia
- Joey Batey – Jaskier
- Anya Chalotra – Yennefer of Vengerberg
- Christina Wren – Essi Daven